# Karl Carstens
Karl Carstens (Bréma, 1914. december 14. – Meckenheim, 1992. május 30.) konzervatív német politikus, az NSZK elnöke 1979 és 1984 között.

## Pályakezdet
Apja, a brémai Kereskedelmi Főiskola tanára és oktatásügyi tanácsosa az első világháborúban a francia fronton esett el. Az érettségi után 1933-ban kezdte meg jogi tanulmányait a Frankfurti egyetemen. Diákként eljutott Dijon, Königsberg, München és Hamburg egyetemeire is. A jogi pályafutáshoz szükséges államvizsgákat 1936-ban és 1939-ben tette le, 1938-tól kezdve jogászdoktor. 1939 és 1945 között a német hadseregben szolgálva légvédelmi tüzérként vett részt és 5 évig az NSDAP tagja volt. 1945-ben Brémában kezdte újra jogi pályafutását.
1948-ban a Yale Egyetemen tanult tovább, és ott is megszerezte a jogi diplomát. 1949 és 1953 között a brémai szenátus jogi tanácsadójaként a városállam NSZK-hoz delegált megbízottjaként dolgozott. 1952-ben a Kölni Egyetemen habilitált, ahol 1960-tól az Európai Közösségek Jogtudományi Intézetét is vezette. 1955-ben belépett a CDU-ba.

## Az NSZK élén
1954-ben az újjászerveződő német diplomácia szolgálatába szegődött. 1955-ig az NSZK nagykövete volt a strasbourgi Európa Tanácsnál, majd a bonni Külügyi Hivatalnál dolgozott, amelynek nyugat-európai külkapcsolatokkal foglalkozó osztályának vezetője lett. 1970-től kezdve két évig vezette a bonni Külügyi Kutatóintézetet, de 1972-ben a Bundestag képviselőjévé választották, ezért pályafutását ott folytatta. A CDU-frakció vezetőjeként az akkor ellenzéki párt egyik legfontosabb embere volt a parlamentben.
1976. december 14-én (62. születésnapján) Carstenst a Bundestag elnökévé választották. Három évvel később, 1979. május 23-án a Bundesrat és a Bundestag közös ülésén az NSZK ötödik elnökévé választották. 16 külföldi útja során 24 államot keresett fel, az NSZK szövetségesei mellett kapcsolatokat igyekezett kiépíteni a harmadik világ országai felé is. Életkora miatt nem vállalta a második elnöki periódusát. 1992-ben Bonn mellett hunyt el, néhány nappal később Brémában a riensbergi temetőben kísérték utolsó útjára.